# アルマンド・ニエベス
アルマンド・ホセ・ニエベス・バルガス（Armando José Nieves Vargas 、1989年11月14日 - ）は、コロンビア・バランキージャ出身のプロサッカー選手。フットボール・スーパーリーグ・オブ・コソボ・KFリリア所属。ポジションは、ディフェンダー。